# Продан Оксана Петрівна
Окса́на Петрі́вна Про́дан (нар. 16 квітня 1974 Чернівці) — радниця Голови Асоціації міст України, керівник  Виборчого штабу Віталія Кличка 2020 року, народна депутатка України VII та VIII скликань Верховної Ради України, Голова Наглядової ради Чернівецького Національного Університету ім. Ю.Федьковича, Голова Всеукраїнського об'єднання малого та середнього бізнесу «Фортеця», адвокатка, одна з ініціаторів та лідерів Податкового майдану.

## Життєпис
Батько — Петро Поліщук, заслужений працівник транспорту України, підприємець у сфері пасажирських перевезень, співзасновник компанії «Укртранс-Чернівці».
Освіта:
- 1996 — закінчила Чернівецький державний університет за спеціальністю «міжнародна економіка».
- 2000 — закінчила Інститут статистики, обліку та аудиту за фахом «аудитор», отримала сертифікат «А» аудитора.
- 2002 — закінчила Чернівецький національний університет за спеціальністю «правознавство».

Кар'єру розпочала в реальному секторі економіки — економісткою в компанії «Укртранс-Чернівці». В 2003 очолила компанію «СП Транс». В 2004 призначена заступницею директора «Укртранс-Чернівці». З 2008 року — адвокат.
Оксана Продан одружена, виховує двох доньок. Чоловік Василь Продан — відомий у Чернівцях підприємець, депутат Чернівецької міської ради від фракції «Рідне місто», у листопаді 2017 року був обраний секретарем Чернівецької міської ради, у 2020 році обраний депутатом Чернівецької міської ради від партії «Рідне місто».

## Громадська діяльність
- З березня 2005 — член Громадської ради при Державній митній службі України.
- З березня 2005 по липень 2005 — Секретар Ради імпортерів при Кабінеті Міністрів України.
- З липня 2005 по липень 2006 — заступниця голови Ради з питань зовнішньоекономічної діяльності при Кабінеті Міністрів України.
- У 2007—2012 роках. — суддя Третейського суду Всеукраїнської громадської організації «Асоціація фахівців в аграрній сфері „Третейська ініціатива“».
- 11 червня 2008 — 17 травня 2010 — голова Ради підприємців при Кабінеті Міністрів України.[3] За час керівництва Оксани Продан було змінено механізм формування складу Ради. До складу Ради введено не лише представників всеукраїнських об'єднань, але й представників громадських рад при центральних органах виконавчої влади та регіональних галузевих рад підприємців. В цей період свою діяльність Рада зосереджувала на питаннях дерегуляції, створення умов для ведення підприємництва, сприяння розвитку малого і середнього бізнесу. У 2010 році, після призначення на посаду прем'єр-міністра Миколи Азарова, Кабінет Міністрів скасував вибори голови Ради підприємців при Кабінеті Міністрів України її членами, встановивши адміністративний порядок призначення Голови та членів Ради, увільнивши від виконання цих обов'язків Оксану Продан.
- 27 травня 2010 — грудень 2011 — голова Комітету захисту підприємців при Опозиційному Уряді.[4]
- Після того, як парламент ухвалив запропонований Кабінетом Міністрів Податковий кодекс, що знищував спрощену систему оподаткування, Оксана Продан виступила однією з ініціаторів масових акцій протесту підприємців і увійшла в склад Національної координаційної ради підприємців Податкового майдану.[5]
- Під час Податкового майдану разом з однодумцями та іншими організаторами акції протесту створила Всеукраїнське об'єднання малого та середнього бізнесу «Фортеця», мета якого — захист інтересів підприємництва, вироблення та реалізація ефективної економічної політики в країні.
- провідна економічна експертка Реанімаційного пакету реформ.
- З 2020 року очолює Наглядову раду Чернівецького Національного Університету ім. Ю. Федьковича[6]

## Політична діяльність
- В жовтні 2012 рок вперше балотувалася в парламент від партії «УДАР» Віталія Кличка, була четвертим номером виборчого списку партії.
- У Верховній Раді України VII скликання Оксана Продан увійшла в склад Комітету з питань податкової та митної політики, обійнявши посаду першої заступниці. За час роботи в парламенті Продан стала авторкою і співавторкою 44 законопроєктів, а також 525 поправок до законопроєктів[7]. За її участі було ліквідовано пільги народним депутатам, скасовано утилізаційний збір та акциз за переобладнання автомобілів, прийнято європейські правила виробництва харчової продукції, які захищають селян від чиновників, забезпечують якість продукції та створюють можливості для експорту в ЄС[8].
- В 2014 році Продан повторно була обрана народною депутаткою на позачергових парламентських виборах. Після підписання політичної угоди між партіями «УДАР» та «Солідарність» Продан балотувалася за списком Блоку Петра Порошенка (№ 15 в списку)[9].  У Верховній Раді України очолила депутатську групу «УДАР», до складу якої увійшли 33 народних депутати України VII скликання, була заступницею Голови Фракції БПП. З 2015 року Оксана Продан була представницею Голови Асоціації міст України Віталія Кличка у Верховній Раді України.
- У Верховній Раді України VIII скликання Оксана Продан увійшла в склад Комітету з питань податкової та митної політики, де продовжила опікуватися питаннями законодавчого забезпечення економічних реформ. Також у Верховній Раді України VIII скликання Оксана Продан ініціювала та очолила міжфракційне депутатське об'єднання «Буковина». Серед здобутків «Буковини» — запровадження митного експерименту для ремонту доріг, сприяння у виділенні 700 млн грн на ремонт доріг Карпатського Єврорегіону, відкриття консульства Австрії в Чернівцях та ін[10][11]. Також Оксана Продан стала співголовою міжфракційного депутатського об'єднання «За права споживачів енергетики», що об'єднало 71 народного депутата з метою створення конкурентних умов на ринках енергетики. Увійшла до складу парламентських груп з міжпарламентських зв'язків з Ізраїлем, Францією, Грузією, США, Румунією, Молдовою, США, Бангладеш.
- Під час роботи у Верховна Рада України VIII скликання Оксана Продан ініціювала 144 законопроєкти, 29 законів було ухвалено. Крім того, вона внесла 1776 поправок у 115 законопроєктів, підготувала 57 запитів та понад 1800 звернень[12]. ОПОРА додала Оксану Продан у перелік п'яти найбільш ефективних депутатів за кількістю ухвалених законів[13]. Серед її досягнень: захист права власності шляхом ухвалення системного антирейдерського закону, спрощення експорту товарів та послуг національних виробників, зниження ставки ЄСВ, збереження спрощеної системи оподаткування, фінансування ремонту автошляхів на Буковині, введення персональної відповідальності фіскалів за шкоду, завдану платникам податків, запровадження європейських правил електронної комерції, збереження неприбуткового статусу ОСББ, ТКЗ та релігійних організацій.
- Брала участь в конкурсі на посаду Голови Державної фіскальної служби України. Попри підтримку кандидатури Оксани Продан значною кількістю експертів та громадських діячів, на посаду голови ДФС було обрано Романа Насірова[14]. Організація конкурсу викликала багато нарікань, а сама Продан звинуватила прем'єр-міністра Арсенія Яценюка в небажанні змінити чинну корупційну та каральну модель роботи ДФС[15][16].
- Новое Время включив Оксану Продан у топ-100 найбільш успішних жінок України[17]. Журнал Фокус включав Оксану Продан до рейтингу 100 найвпливовіших жінок України з 2013 по 2021 роки.
- У 2019 році Оксана Продан стала головою партії «УДАР»[18].
- У 2020 році Оксана Продан очолювала Виборчий штаб Кандидата на посаду Київського міського голови Віталія Кличка та Виборчий штаб партії «УДАР» на чергових виборах до органів місцевого самоврядування[19], на яких Віталій Кличко був обраний мером Києва в першому турі та Партія «УДАР» набрала 19,98 %.
- З 2020 року Оксана Продан є радницею з муніципальних питань Голови Асоціації міст України Віталія Кличка.[20]